# Igor Šoltes
Igor Šoltes (ur. 22 sierpnia 1964 w Lublanie) – słoweński polityk, prawnik i urzędnik państwowy, poseł do Parlamentu Europejskiego VIII kadencji.

## Życiorys
Wnuk jugosłowiańskiego komunisty Edvarda Kardelja. Ukończył studia prawnicze na Uniwersytecie Lublańskim, w 2008 uzyskał stopień naukowy doktora na wydziale nauk społecznych. Był związany z Liberalną Demokracją Słowenii, kandydował z jej list w wyborach samorządowych. Zdał prawniczy egzamin zawodowy, pracował w administracji stołecznej dzielnicy Šiška, następnie był członkiem krajowej komisji rewizyjnej i prezesem urzędu zamówień publicznych. W latach 2004–2013 stał na czele słoweńskiego Sądu Obrachunkowego, konstytucyjnego organu kontrolującego finansowanie działalności publicznej.
Był później kandydatem na urząd ministra zdrowia w gabinecie Alenki Bratušek, ostatecznie jednak nie objął tego urzędu. Przed wyborami europejskimi w 2014 założył nowe ugrupowanie pod nazwą Verjamem, które w głosowaniu z 25 maja 2014 uzyskało ponad 10% głosów, co pozwoliło Igorowi Šoltesowi uzyskać mandat eurodeputowanego VIII kadencji. Partia nie przekroczyła natomiast progu w wyborach krajowych w tym samym roku, Igor Šoltes ustąpił następnie z funkcji jej przewodniczącego.
Związał się później z Demokratyczną Partią Emerytów Słowenii, a w 2022 został przewodniczącym rady eksperckiej ds. sprawiedliwości przy partii Socjaldemokraci. W tym samym roku powołany na stanowisko sekretarza stanu w ministerstwie sprawiedliwości; funkcję tę pełnił do 2024.